# 정감록
《정감록》(鄭鑑錄)은 조선 중기 이후 민간에 널리 퍼진 예언서로 《송하비결》과 《격암유록》과 함께 조선시대 3대 예언서로 꼽히고 있다. 실존 여부를 알 수 없는 이심(李沁)과 정감(鄭鑑)의 대화 형식으로 되어 있다. 풍수 사상과 도참 신앙이 합쳐져 이루어진 난해한 책으로, 국가 운명과 생민 존망(生民存亡)에 대한 판단을 담고 있다.

## 개설
조선의 선조(先祖)인 이심(李沁)이란 사람이 이씨의 대흥자(大興者)가 될 정씨(鄭氏)의 조상인 정감(鄭鑑)이란 사람과 금강산(金剛山) 비로대(飛蘆臺)에서 서로 문답(問答)을 기록한 책이라고 하며, 이후의 조선의 흥망대세(興亡大勢)를 추수(推數)하여, 이씨의 한양(漢陽) 몇 백 년 다음에는 정씨의 계룡산 몇 백 년이 있고, 그 다음에는 조씨(趙氏)의 가야산 몇 백 년, 또 그 다음에는 범씨(范氏)의 완산(完山) 몇 백 년과 왕씨의 어디 몇 백 년 등등으로 계승될 것을 논하고, 그 중간에 언제 무슨 재난과 어떠한 화변이 있어 세태민심이 어떠하리라는 것을 차례로 예언하고 있다. 오늘날 세간에 통행되고 있는 《정감록》은 이 양인(兩人)의 문답 외에 도선(道詵)·무학(無學)·토정(土亭)·격암(格庵)·서산대사(西山大師)·서계(西溪) ·정북창(鄭北窓) ·두사총(杜師聰)등의 예언서에서 발췌한 것을 포함하고 있다.
그러나 정감·이심·양인이 실존인물이라 할 증거는 없으며, 문헌상으로는 1785년(정조 9)의 홍복영(洪福榮)의 옥사(獄事)에서 《정감록》이란 책에 대한 언급이 가장 오래된 것이다. 유사한 이야기로는, 선조(宣祖) 때 정여립의 역모에 대한 설명에서 정씨가 계룡산에 도읍한다는 참설이 이전부터 떠돌았음이 언급되었다. 인조(仁祖) 6년 1월 3일 ‘草溪潮入, 鷄龍建都。朝鮮皆着毛笠、毛衣’허유 역모사건을 진압하여 관련자를 국문하고 처벌하는 내용에서 ‘초계(草溪)에 조수(潮水)가 들어오고 계룡(鷄龍)에 서울을 건립하는데 조선 사람들이 모두 벙거지를 쓰고 털옷을 입는다.’는 《인조실록》18권, 6번째 기사가 있고,
이후 발생한 혁명운동에 정씨와 계룡산이 언급되기도 하는데, 이는 미래국토(未來國土)의 희망적 표상이었다는 추측이 있다. 연산군 이래의 국정의 문란과 임진·병자의 양란(兩亂), 그리고 이에 따르는 당쟁의 틈바구니에서 조선에 대한 민중의 신뢰심이 극도로 박약해지고, 장래에 대한 암담한 심정을 이기지 못할 즈음에 당시의 애국자가 민중에게 희망과 위안을 주기 위하여 이씨가 결딴나도 다음에 정씨도 있고, 조씨·범씨·왕씨도 있어서 우리 민족의 생명은 영원토록 불멸할 것이라는 신념을 가지게 하려고 하였다는 것이다.

## 정감록 신앙과 3가지 예언
정감록 신앙의 골자는 삼절운수설(三絶運數說), 계룡산천도설(鷄龍山遷都說), 정성진인출현설(鄭姓眞人出現說)로 요약할 수 있다. 삼절운수설이란 이씨왕조가 내우외환에 의해 세 번이나 단절될 운수를 맞는다는 말세 운수의 예언으로, 그 각각의 위기 때마다 그 대책을 밝힌 것이다.
삼절운수란 대체로 첫째는 임진왜란을 뜻하고, 두번째는 병자호란, 세번째는 앞으로 반드시 일어날 숙명적인 국가사회의 위기라는 것이다. 병자호란이 세밑의 동란이므로 전쟁 때문에 죽는 사람보다는 얼어죽는 사람이 많았다는 점에서, 집에 머물던 사람들이 오히려 화를 면했다는 사실과 관련된다는 설이 있다.

## 민중들의 묵시적 상상력
미래의 이상적 주권자(主權者)가 나올 지기(地氣)를 예측하는 점에서 현재 질서를 유지하려는 지배계급에게 폭력으로 눌려사는 민중의 메시아 사상 즉, 세상을 구원할 존재의 강림을 기다리는 종말론적인 신앙으로 해석되기도 한다. 민중들은 지배계급들의 폭력에 맞설 수 있는 능력이 없으면 새로운 시대가 올 것이라거나 구원자의 도래를 기다리는 종교적 상상력으로 극복하려고 하는데, 조선의 민중들은 정감록과 미륵신앙으로 지배계급의 무능과 폭력을 극복하고자 했던 것이다. 실제로 조선왕조는 정감록 신앙이 갖고 있는 현실변혁적인 능력에 두려움을 느껴 정감록을 소지하기만 해도 구속할 정도로 무자비하게 탄압하였다.

## 의의 및 영향
정감록에 암시된 계룡산(鷄龍山)의 신도안(新都內)은 오늘날 신흥종교에 깃든 대망(待望)사상과 결부되어 작용되고 있다. 그 내용은 신도(新都)신앙·진인(眞人)신앙·10승지(十勝地)신앙 등이다.
정감록은 ① 기존체제 비판과 새시대 예언의 전거(典據)로 내세워졌고, ② 피압박 민족의 말세적 구원신앙으로 발전하여 많은 신흥종교의 연원이 되었으며, ③ 재난이 있을 때마다 자기들과 관련하여 안심입명(安心立命)의 비결로 삼았고 신도 천도설이 유언비어로 나돌게 될 때가 있었으며, ④ 조선 왕조를 비판하는 서민 대중의 소박한 혁명 종교로 발전하여 동학 혁명에까지 연결되었고, ⑤ 정치에 이용되기도 하였다.
정감록은 조선의 멸망을 예언한 조선 시대 금서(禁書)이다.

## 같이 보기
- 십승지
- 도선
- 도참서
- 중국예언7종(中國預言七種)
  - 만년가(萬年歌)
  - 매화시(梅花詩)
  - 마전가(馬前歌)
  - 소병가(燒餅歌)
  - 선사시(禪師詩)
  - 장두시(藏頭詩)
  - 추배도(推背圖) - 고대중국의 7대(요즘엔 10대) 예언서들중 하나로서 대중인지도가 가장 높은 편이다
- 메시아